# اورفرد، کبک
اورفرد (به فرانسوی: Orford) بخشی در منطقه شهری مامفرماگوگ ناحیه استری در استان کبک کانادا است. در سرشماری سال ۲۰۱۱ این بخش ۳٬۴۰۱ نفر جمعیت داشته‌است و مساحت آن ۱۳۵٫۲۵ کیلومتر مربع است.